# Bicaj
Bicaj là một xã trong quận Kukës thuộc hạt Kukës, Albania. Dân số năm 2005 là 7071 người.